# Хаїліно
Хаї́ліно (рос. Хаилино) — село в Олюторському районі Камчатського краю, Росія. До 1 липня 2007 року перебувало у складі Корякського автономного округу Камчатської області.
Населення становить 825 осіб (2009).
Село розташоване у межиріччі річок Вивєнка на заході, Тил'оваям на півдні, лівої притоки Вивєнки, та Куюл на сході, правої притоки Тил'оваяма. Хаїліно розташоване на правому березі річки Тил'оваям, за кілька кілометрів від її гирла. На сході біля села розташовані високі (218 м) пагорби, на півночі — озеро Велике Криве.
21 квітня 2006 року село постраждало від сильного землетрусу. Поселення в цей час відбудоване.

## Населення
| 2002 | 2006 | 2010 | 2012 | 2013 | 2014 | 2015 |
| ---- | ---- | ---- | ---- | ---- | ---- | ---- |
| 811  | ↘799 | ↗804 | ↘749 | ↘728 | ↘702 | ↘693 |
| 2016 | 2017 | 2018 |      |      |      |      |
| ↘681 | ↘659 | ↘652 |      |      |      |      |

## Фото
- Свято оленярів в Хаїліному[недоступне посилання з травня 2019]
- Селяни Хаїліного
- Дорога на Хаїліно [Архівовано 6 березня 2016 у Wayback Machine.]

| Росія | Це незавершена стаття з географії Росії. Ви можете допомогти проєкту, виправивши або дописавши її. |